# Hell in a Cell 2010
Hell in a Cell 2010 was een pay-per-viewevenement in het professioneel worstelen geproduceerd door World Wrestling Entertainment (WWE). Dit evenement was de tweede editie van Hell in a Cell en vond plaats in de American Airlines Center in Dallas (Texas) op 3 oktober 2010.

## Matchen
| Nr.                                                                          | Match | Winnaar(s)                                   |
| ---------------------------------------------------------------------------- | --- | -------------------------------------------- |
| -                                                                            | Cody Rhodes, Drew McIntyre en Dolph Ziggler vs. Goldust, R-Truth en Kofi Kingston in een 6-man tag team match                                                 | Goldust, R-Truth en Kofi Kingston            |
| 1                                                                            | Daniel Bryan (c) vs. John Morrison vs. The Miz (met Alex Riley) in een Triple Threat Submissions Count Anywhere match voor het WWE United States Championship | Daniel Bryan (c)                             |
| 2                                                                            | Randy Orton (c) vs. Sheamus in een Hell in a Cell match voor het WWE Championship                                                                             | Randy Orton (c)                              |
| 3                                                                            | Jack Swagger vs. Edge in een een-op-eenmatch | Edge                                         |
| 4                                                                            | John Cena vs. Wade Barrett in een een-op-eenmatch | Wade Barrett                                 |
| 5                                                                            | Michelle McCool (c) vs. Natalya in een een-op-eenmatch voor het WWE Divas Championship                                                                        | Natalya; diskwalificatie Michelle McCool (c) |
| 6                                                                            | Kane (c) vs. The Undertaker (met Paul Bearer) in een Hell in a Cell match voor het WWE World Heavyweight Championship                                         | Kane (c)                                     |
| (c) huidige kampioen voor en na de match \| (nc) nieuwe kampioen na de match | |                                              |